# 埃里斯基希
埃里斯基希是德国巴登-符腾堡州的一个市镇。总面积14.58平方公里，总人口4610人，其中男性2327人，女性2283人（2011年12月31日），人口密度316人/平方公里。